# Turnberry Place
Turnberry Place est un ensemble de quatre gratte-ciel de 145 mètres de hauteur construit à Las Vegas au Nevada aux États-Unis de 2001 à 2006. Chaque immeuble est composé de 187 logements.
L'ensemble du projet a coûté 700 millions de dollars.
L'architecte est Robert Swedroe.